# Horvátország kultúrája
Horvátország kultúrája hosszú múltra tekint vissza; a horvátok feltehetőleg 14 évszázada lakják ezt a területet, de a civilizációk, amelyek előttük éltek ezen a területen, jelentős hatással voltak a kultúrájára.
Az ország földrajzi helyzete a különböző kultúrák kereszteződésében meghatározta a fejlődését. Az ország mai területe a nyugat-római és a bizánci birodalom határán volt, emellett Közép-Európa és a Földközi-tenger régióinak határán fekszik.
Az 1930-as és 40-es években fellángolt illír mozgalom nagy jelentőséggel volt a horvát kultúra fejlődésében. Létrejött egy új horvát helyesírás és a horvát irodalmi nyelv (a stokav dialektus alapján). 
A horvát kultúra minden területén virágzott.
A nemzet leghíresebb hozzájárulása a modern kultúrához a nyakkendő.

## Oktatási rendszer

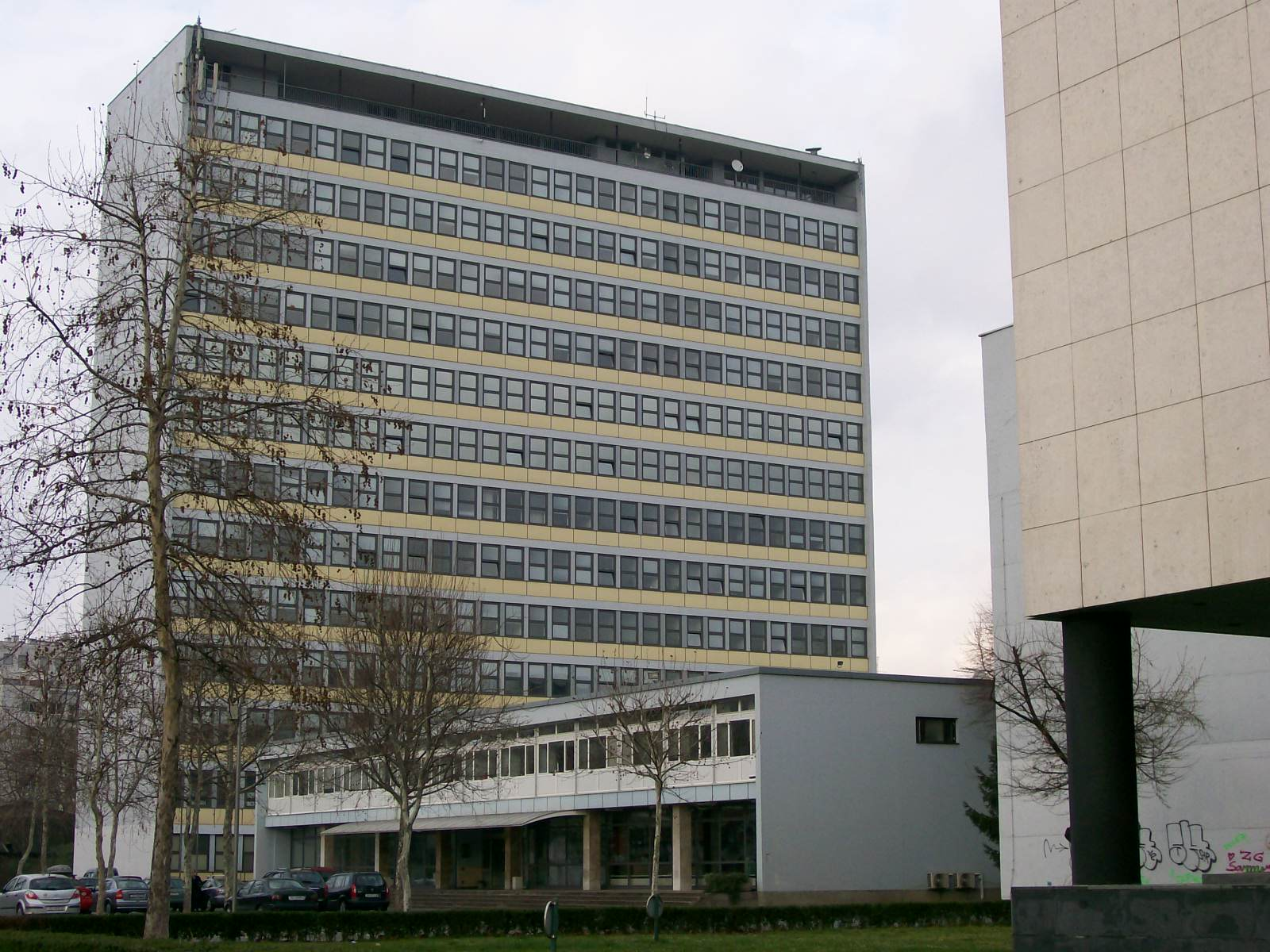
A Zágrábi Egyetem Villamosmérnöki és Számítástechnikai Karának épületei

Az országban az oktatás négy szintből áll:
- óvoda/előiskola (predškolski odgoj)
- alapfokú oktatás (osnovno školovanje)
- középfokú oktatás (srednje školovanje)
- felsőoktatás (visoko školovanje)

Az országban 2020 táján 32 főiskola és 7 egyetem működik a nagyobb városokban: Zágrábban, Splitben, Rijekában, Eszéken, Zadarban, Dubrovnikban és Pulában. Minden horvát egyetem számos független karból áll.
Az egyetemi képzés három évig tart (hat félév) alapképzésben, öt évig (tíz félév) mesterképzésben, illetve hat évig (tizenkét félév) doktori képzésben (graduális képzés).

## Kulturális intézmények

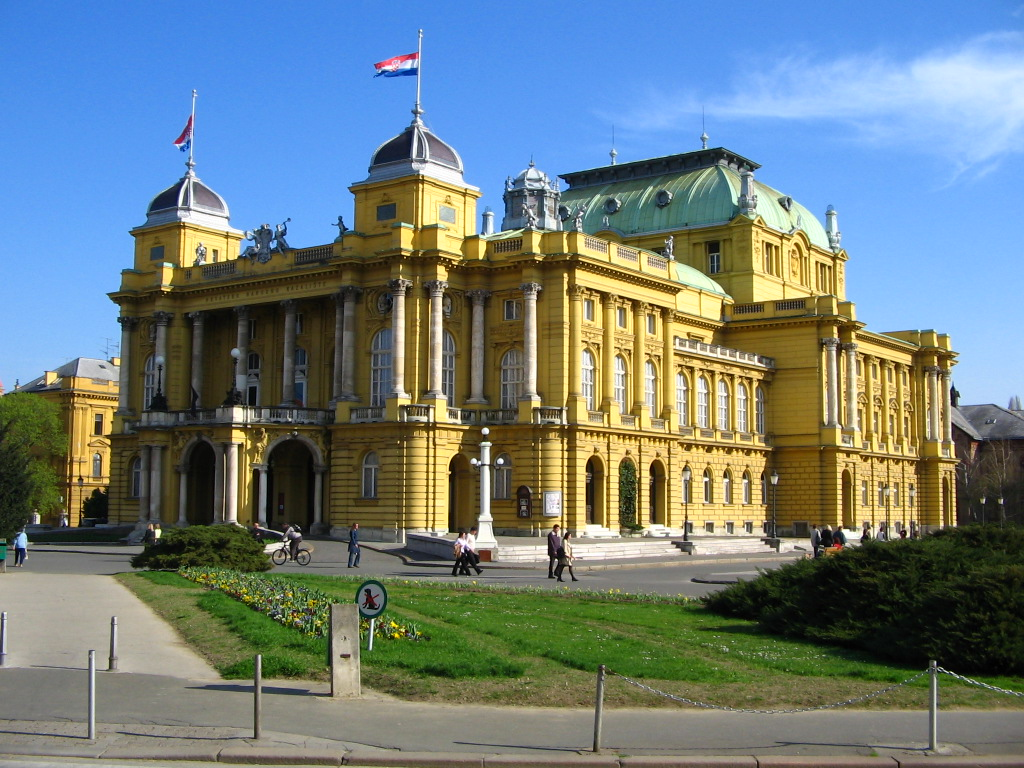
Nemzeti színház (Zágráb)

### Színházak
A Horvát Nemzeti Színház (Hrvatsko narodno kazalište) 1895-ben épült; 700 fős befogadó képességű.

### Múzeumok
- Horvátország múzeumainak listája

## Építészet

### A horvátok előtt
Az ókori görög tengerészek és kereskedők eljutottak a Földközi-tenger szinte minden részébe, beleértve a mai Horvátország partjait is és városállamokat alapítottak. A rómaiak aztán leigázták a görög gyarmati városokat. Ebből a korból már jelentős építmények maradtak meg, ilyenek például Póla nevezetességei (amfiteátrium, Sergius-diadalív, Augustus-templom stb.) vagy a spliti Diocletianus palotája, a késő antik építészet egyik legfontosabb műemléke.
Később a kora bizánci korszak idejéből, a 6. századból maradt fenn a poreči Euphrasius-bazilika.

### Középkor
A 7. században Észak-Európából megérkeztek a horvátok más szlávokkal együtt, és letelepedtek azon a vidéken, ahol ma élnek.
Ekkor még a vaskori nomád kultúrák szintjén álltak, de nyitottak voltak a római művészetre és mindenekelőtt a kereszténység felé. 
Az építészetüknek a legrégebbi fennmaradt példái a 9. századi templomok, amelyek közül a legreprezentatívabb a zárai Szent Donát- (crkva sv. Donata) és a spliti Szentháromság-templom (crkva sv. Trojstva).
A 11. században az egész dalmát tengerpart mentén nagy városok épültek. A házak kőből készültek. A földszinten üzletek vagy tabernák voltak, amelyek ma olyan városokban láthatók, mint Poreč, Rab, Zadar, Trogir és Split. Ezekben a városokban a legfontosabb épületek a templomok voltak. Általában kőből épített bazilikák voltak, három hajóval, apszissal, oszlopokkal, boltívekkel, árkádokkal és fatetőkkel, és az Itáliából idekerült bencés szerzetesek kolostorainak közelében állították fel őket.
A román kor elején kör vagy kereszt alaprajzú, kupolás templomok épültek, görög kereszt alaprajzra, amely Bizánc befolyását mutatja az építészetre. Már ebben a korban felfedezhető a horvátok jellegzetes, kőbe faragott díszítőmotívuma, a pleter-nek  nevezett hármasfonat.
A gótika a hatását a 13. században kezdte éreztetni. Miután a tatárok 1242-es csapásuk során lerombolták a román stílusú zágrábi székesegyházat, e stílus hatását mutatja a helyébe épült zágrábi templom.
A korai gótika legreprezentatívabb példája viszont a A pólai ferences templom (1285). A 14. században felépült a spliti Szt. Domniusz-székesegyház (Katedrala Svetog Duje) és a dubrovniki ferences kolostor kolostora is.
Dubrovnikban az 1435-ös tűzvész után a két legfontosabb épületet, a Rektori Palotát (Knežev dvor) és a Sponza-palotát a velencei gótika stílusában állították helyre. Dalmácia építészetében a 15. században Velence hatása érvényesült.
A 15. században Horvátország három állam között volt felosztva: Észak-Horvátország az Osztrák Birodalom része, Dalmácia a Velencei Köztársaság fennhatósága alatt állt (Dubrovnik kivételével), Szlavónia pedig oszmán megszállás alatt volt. Így a régió mindenhonnan befolyást kapott. 
Ebben a környezetben épült fel a tengerparton, Šibenikben a nagyszerű Szent Jakab-katedrális, amire gótikus és reneszánsz stílussal az észak-itáliai, toscanai és dalmát építészeti hatások keveredése jellemző.

### Újkor
Az újkorban a barokk várostervezés számos új városban volt érezhető, mint például Karlovac, Bjelovar, Koprivnica, Virovitica stb., amelyek nagy egyenes utcákkal, a közepén téglalap alakú terekkel, amely tereket kormányzati és katonai épületek, valamint reprezentatív templomok vettek körül. A legnagyobb barokk építészeti vállalkozás azonban Dubrovnikban történt a 17. században, miután 1667-ben katasztrofális földrengés történt, amikor szinte az egész város elpusztult.
A 19. század elején a Habsburg területeken (amelyhez Horvátország is tartozott) a klasszicista stílusú építkezés uralkodott. Horvátországban ekkor a legjelentősebb építész Bartol Felbinger volt, aki a szamobori városházát (1826) és a Zágráb melletti Januševac-kastélyt is tervezte.
A historizmust három nagy templom építése jellemzi: a dakovói neoromán katedrális (1882), az eszéki monumentális Szent Péter és Pál-plébániatemplom (1898) és a zágrábi székesegyház neogótikus átépítése.
A 19. század végén Herman Bolle vállalta az európai historizmus egyik legnagyobb projektjét, a zágrábi Mirogoj temetőben egy fél kilométer hosszú neoreneszánsz árkádot, húsz kupolával.

### 20-21. század

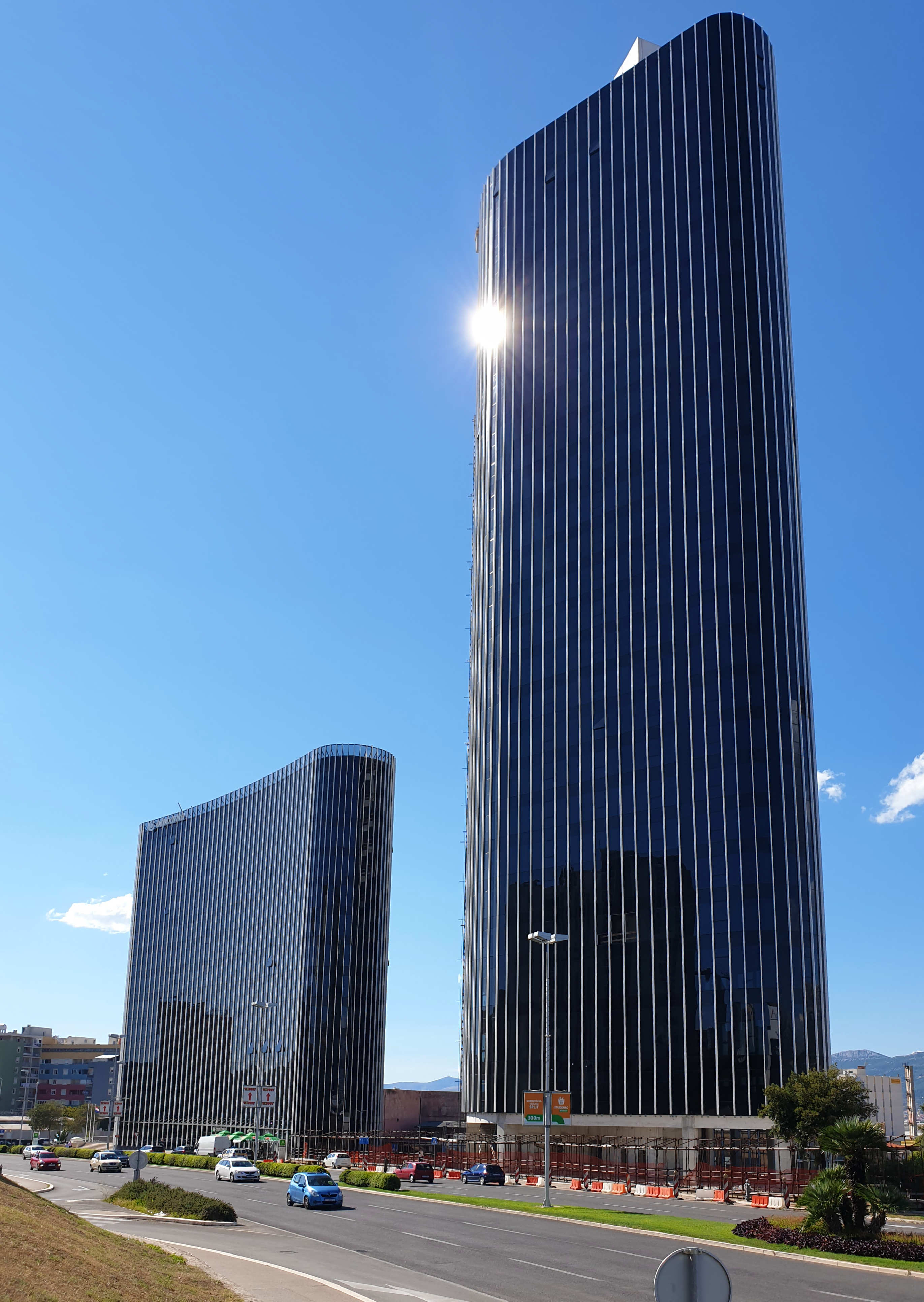
A spliti Dalmácia-torony (Dalmacija toranj)

Az I. világháború végéig számos művészeti irányzat és stílus élt együtt Horvátországban. A korszak legnagyobb alkotásai, köztük a bécsi szecessziós stílus legjelentősebb példái: a zágrábi Néprajzi Múzeum 1901-ben, a Kallina-ház 1903-ban, a Nemzeti Könyvtár 1912-ben, a Horvát Nemzeti Színház Splitben.
Az 1920-as évektől kezdődően a jugoszláv építészek az építészeti modernizmust hirdették. A modern horvát építészet Viktor Kovačićal  jelent meg Horvátországban. A II. világháború után Jugoszlávia rövid kapcsolata a keleti blokkkal a szocialista realizmus rövid időszakát nyitotta meg. A szocreál építészet Jugoszláviában Josip Broz Tito 1948-as Sztálinnal való szakításával hirtelen véget ért. A következő években a nemzet egyre inkább Nyugat felé fordult, visszatérve a háború előtti jugoszláv építészetet jellemző modernizmushoz.
A 2010-es években Otto Barić lett a spliti, neofuturista Dalmácia-torony (Dalmacija toranj) építésze, amely ekkor Horvátország legmagasabb épülete. A projekt nemzetközi díjat kapott Európa legjobb irodaházának járó elismerésben. A projekt két toronyból áll; az egyik 2016 óta a horvát banki társaság, a Splitska banka igazgatóságának székhelye.

## Zene és tánc

### Zene

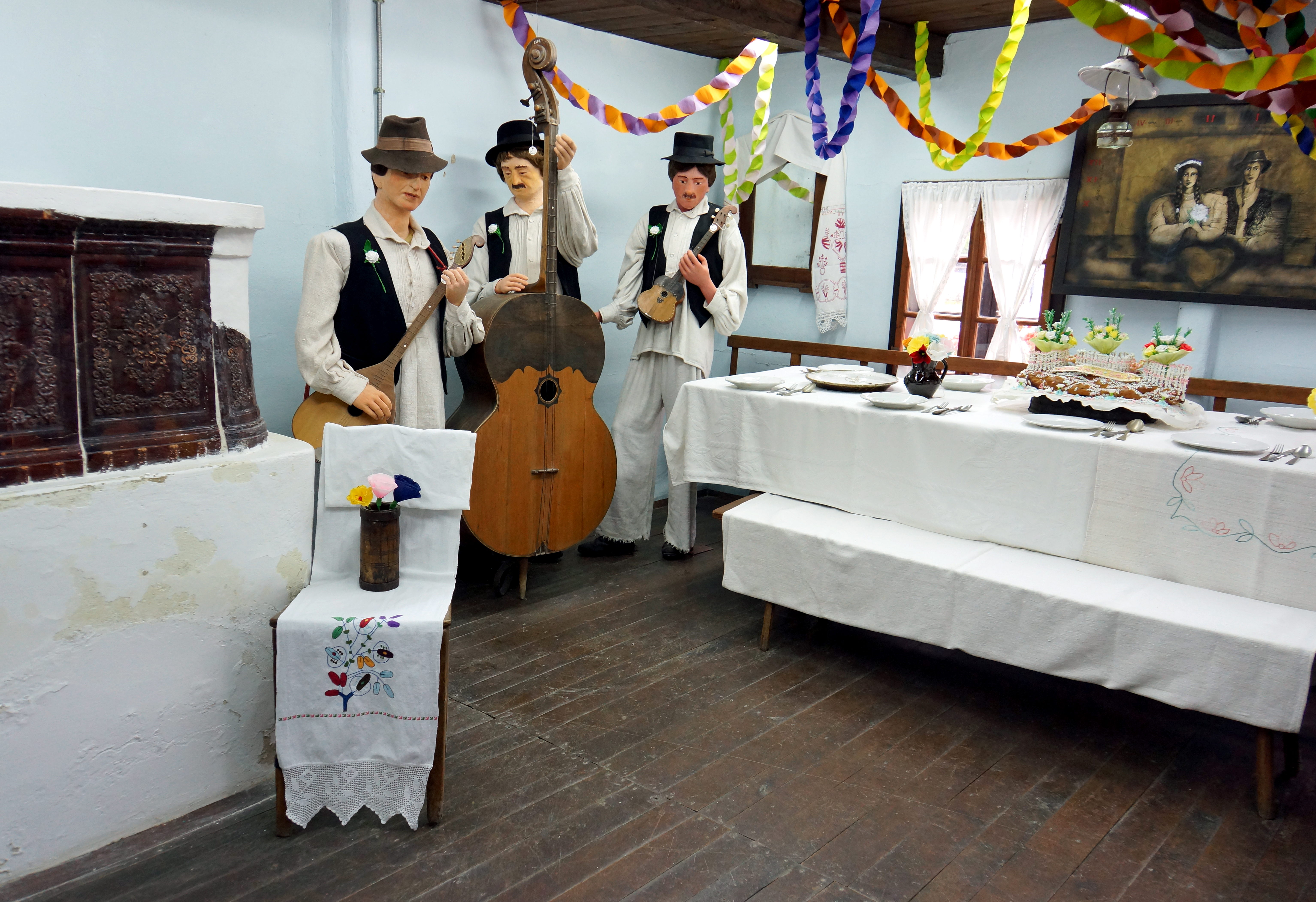
Esküvői zenekar a Kumroveci szabadtéri Falumúzeumban, a 19-20. századi zagorjei parasztok életét bemutatva.

Az ország zenéjének két fő hatása van: 
- a közép-európai, amely az ország középső és északi részein, – beleértve Szlavóniát – jelentős,
- a mediterrán, Dalmácia és Isztria tengerparti vidékein.

Dalmácia, Isztria és Kotor horvát katolikus papjai a 9. és 10. században egyházi szláv nyelven énekeltek, amelyből az egyéni vagy kórusi lelki zene különböző formái alakultak ki.
A 19. században kibontakozott az illír mozgalom, amely irodalomként és zeneként sajátos társadalompolitikai szerepet, a nemzettudat formálását és védelmét szánta. Ekkor készült el az első horvát nemzeti opera, a Ljubav i zloba („Szerelem és ármány”, 1846), valamint a horvát himnusz.
A modern korban a pop és a rock egyaránt népszerű, és gyakran tartalmaz dalmát vagy szlavón népi elemeket. A 20. század közepe óta a sláger és a sanzon ihletésű zene alkotja a horvát populáris zene gerincét.

#### Népzene

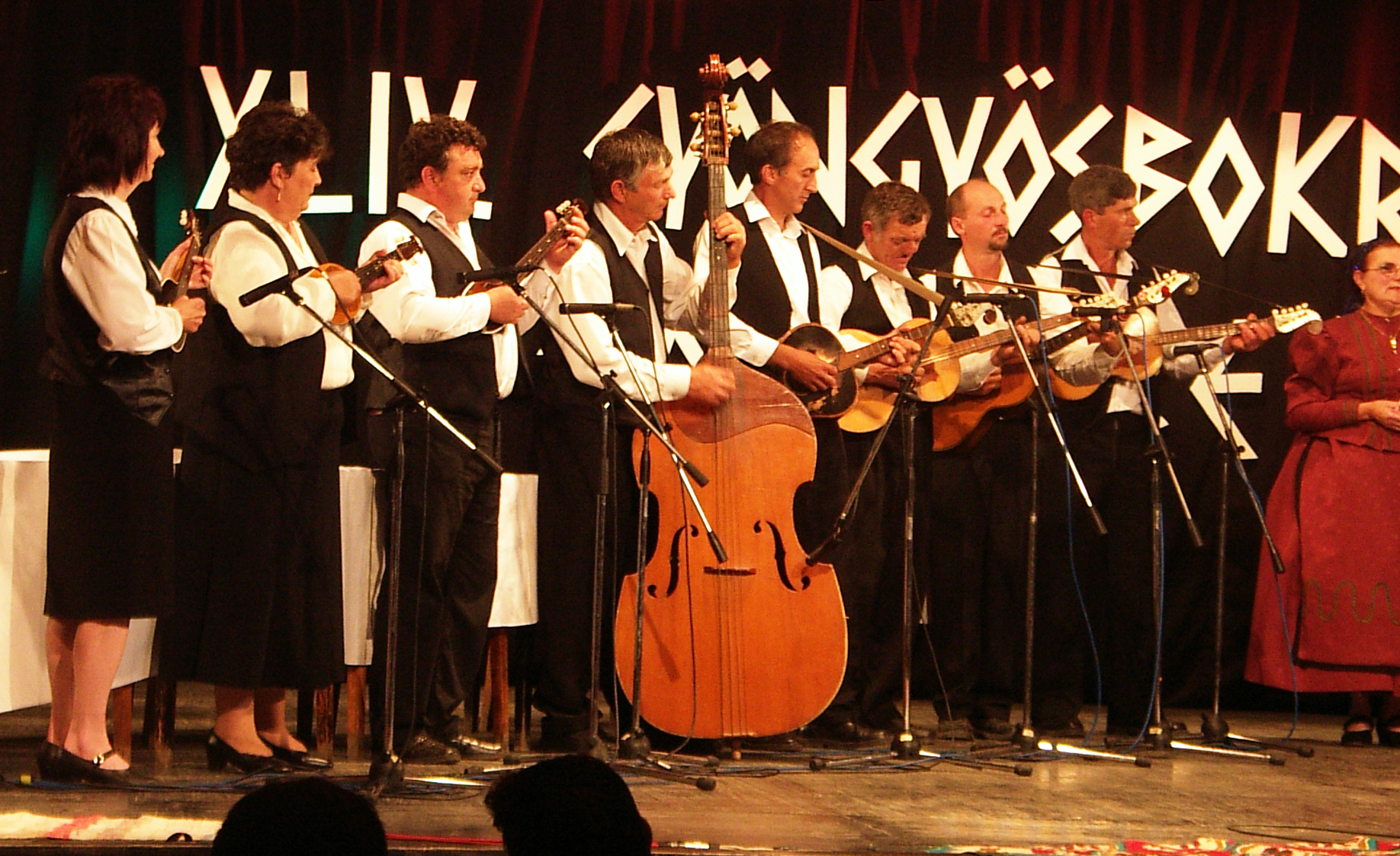
Tamburazenekar

A hagyományos népzene, a tambura zene eredetileg Horvátország keleti részéből, Szlavóniából származik.
Az ún. klapa  népzenei csoportok, amelyek többszólamú éneklést adnak elő, többnyire kíséret nélkül, a tengerparton lépnek fel különleges alkalmakkor.
Az isztriai népzene feltűnően különbözik Horvátország többi részének népzenei stílusától. Ennek oka különösen a pentaton isztriai skála  (Istarska ljestvica).
A ganga  olyan hagyományos többszólamú dal, amelyet a dalmát hátországból vagy Hercegovinából származó tipikus parasztdalok jelölésére használnak.

#### Klasszikus zeneszerzők
| - Ivan Lukačić (1587–1648) - Vinko Jelić (1596–1636) - Luka Sorkočević (1734–1789) - Josip Raffaelli (1767–1843) - Antun Sorkočević (1775–1841) - Ferdo Livadić (1799–1879) - Dragotin Turányi (1805–1873) - Vatroslav Lisinski (1819–1854) - Ivan Zajc (1832–1914) - Vjekoslav Rosenberg-Ružić (1870–1954) - Blagoje Bersa (1873–1934) - Antun Dobronić (1878–1955) |  | - Josip Hatze (1879–1959) - Fran Lhotka (1883–1962) - Dora Pejačević (1885–1923) - Krsto Odak (1888–1965) - Božidar Širola (1889–1956) - Žiga Hirschler (1894–1941) - Milan Majer (1895–1967) - Jakov Gotovac (1895–1982) - Josip Štolcer-Slavenski (1896–1955) - Boris Krnic (1900–1979) - Marko Tajčević (1900–1984) - Petar Dumičić (1901–1984) |  | - Rudolf Matz (1901–1988) - Tihomil Vidošić (1902–1973) - Božidar Kunc (1903–1964) - Milo Cipra (1906–1985) - Boris Papandopulo (1906–1991) - Alfred Švarc (1907–1986) - Krešimir Fribec (1908–1996) - Bruno Bjelinski (1909–1992) - Ivana Lang (1912–1983) - Ivo Lhotka-Kalinski (1913–1987) - Ivo Kirgin (1914–1964) - Stjepan Šulek (1914–1986) - Natko Devčić (1914–1997) |  | - Mladen Stahuljak (1914–1996) - Branimir Sakač (1918–1979) - Dubravko Stahuljak (1920–1988) - Milko Kelemen (1924–2018) - Ivo Malek (* 1925) - Miroslav Miletić (* 1925) - Lovro Županović (1925–2004) - Ruben Radica (1931–2021) - Davorin Kempf (1947–2022) - Ivo Josipović (* 1957) - Branko Ivanković (* 1968) - Dario Cebić (* 1979) |  |

### Tánc
A linđo  a dubrovniki régió népszerű néptánca. A lijerica, a dél-dalmát háromhúros hangszer kíséri. Régebben egyszerű duda (mišnice) kíséretében táncolták.

## Gasztronómia
Horvátország gasztronómiája természeti adottságai miatt rendkívül sokrétű. 
Az ország minden részének megvannak a maga kulináris hagyományai. Több hasonlóságot mutat az osztrák-magyar konyhával és helyenként a török konyhával. 
A tengerparton az ókori és illír konyha, majd később a mediterrán, elsősorban az olasz és a francia konyha hatásai láthatók.
Külön kell választanunk a tengerpart illetve az északi, a tengertől távolabb eső területeit. A tengertől távolabb eső (Szlavónia, Baranya, Közép-Horvátország) leginkább a magyarhoz hasonló, fűszeres, sok húst (főleg sertés, baromfi), illetve zöldséget felhasználva főz, míg a tengerparti területeken nagyon sok halat illetve a mediterrán klímában megtermő zöldséget (szőlő, füge) felhasználva készítik ételeiket.
A belső régiókban a gabonafélék meghatározók. A Muraköz és Drávamenti területek főzési szokásaiban rengeteg magyar kapcsolat van, előbbi helyen magyar módra készítik a sertéssonkát pirospaprikával. Osztrák-német eredetre vall a szamobori kotlet nevű sertésszelet és bécsi szelet alapján született zágrábi szelet.
Fő fűszerei a feketebors, fokhagyma és paprika. Elmaradhatatlan kellék a főzésnél a szalonna. A tengermelléken a fűszerek között találunk zsályát, rozmaringot, babérlevelet, oregánót, majorannát, fahéjat, szegfűszeget, szerecsendiót, citromot és narancsot. Meghatározó még a hal és olívaolaj használata.
A legismertebb ételek következőek:
- Csevap: marha- és sertéshúsból összekevert, fűszerezett fasírt. Tálalása szeletelt hagymával és ajvárral a legajánlottabb.
- Ajvár: Előre grillezett, meghámozott és ledarált húsos paprikából készülő krém.
- Pljeskavica: lehetőség szerint faszénen, grillen megsütött fűszerezett húspogácsa.
- Péksütemények

Burek: török eredetű, azonban ma a legnépszerűbb horvát péksüteménnyé vált. Levelestésztából készül, túróval, sonkával, gombával, almával töltött édesség.
Strukli: réteshez hasonló, almával, gyümölccsel töltött sütemény.
- Levesek: a tengerpart legnépszerűbb hallevese a Brodet, melyet agyagtálban, parázson főznek. A Manestra tengerparti részekre jellemző, vörösborral leöntött, babbal és pirított tésztával tálalt leves. A szárazföldeken a paprikás, tejfölös Csorba fogyasztása a leggyakoribb.
- Halételek: legkedveltebb a sült Lignja (tintahal) és a citrommal tálalt girice (vékony szardella).

## Híresebb horvátok
| - Domagoj fejedelem - Branimir fejedelem - Tomiszláv, az első horvát király - IV. Krešimir király - Dmitri Zvonimir király - Ante Starčević, 19. századi politikus, "A haza atyja" - Zrínyi Miklós, államférfi és katonai vezető - Marko Marulić költő - Marin Držić író - Faust Vrančić, az ejtőernyők feltalálója - Ruđer Bošković polihisztor, fizikus és diplomata - Ivan Gundulić költő |  | - Josip Jelačić, horvát bán és tábornok - Ivan Meštrović szobrászművész - Ivan Vukić, a torpedók feltalálója - Lavoslav Ružička kémikus - Eduard Slavoljub Penkala , vegyészmérnök, feltaláló, a szilárd tintás töltőtoll feltalálója - Stjepan Radić horvát politikus - Miroslav Krleža író - Vladimir Nazor író - Josip Broz Tito, Jugoszlávia elnöke - Andrija Mohorovičić geofizikus |  |